# Arthur Charles
Pour les articles homonymes, voir Charles.
Arthur Charles, né le 17 septembre 1919 au Haut-Corlay et mort le 22 février 2013 à La Harmoye, est un homme politique français.

## Biographie
Cultivateur, il assume d'importantes responsabilités au sein des organisations agricoles et préside la Chambre d'agriculture des Côtes-du-Nord de 1961 à 1976. En 1965, il est élu maire de La Harmoye et conserve cette fonction jusqu'en mars 1983.
Candidat gaulliste indépendant dans la circonscription de Saint-Brieuc lors des législatives de 1968, sous l'étiquette du « Rassemblement démocratique et national », il est élu en battant nettement le député sortant PSU Yves Le Foll. À l'Assemblée nationale, il siège parmi les non-inscrits.
Investi par l'Union des républicains de progrès (URP), il se représente comme apparenté UDR lors du scrutin de 1973 mais il est cependant défait de justesse ⎼ 67 voix d'écart ⎼ par Yves Le Foll.

## Décorations
- Officier de la Légion d'honneur
- Officier de l'ordre du Mérite agricole